# HD 16028
Désignations
HD 16028, également désignée HR 748, est une étoile géante de la constellation d'Andromède. Sa magnitude apparente est de 5,71. D'après la mesure de sa parallaxe annuelle par le satellite Gaia, l'étoile est distante d'environ 244 pc (∼796 al) de la Terre. Elle s'en rapproche à une vitesse radiale héliocentrique de −6 km/s.
HD 16028 est une étoile géante rouge évoluée de type spectral K3III, qui a épuisé ses réserves d'hydrogène et qui s'est étendue. Elle est 299 fois plus lumineuse que le Soleil et sa température de surface est de 4 371 K.
Les catalogues d'étoiles doubles répertorient deux étoiles comme compagnons optiques de HD 16028. L'une a une magnitude de 10,9 et est séparée par 16,9 secondes d'arc. Il a été suggéré qu'elle est liée à HD 16028, mais la parallaxe mesurée par Gaia donne une distance beaucoup plus grande pour cette étoile. L'autre étoile est encore plus faible et est séparée de 45 secondes d'arc de la composante primaire.